# Merona ibera
Merona ibera är en nässeldjursart som beskrevs av Medel, García-Gómez och Bouillon 1993. Merona ibera ingår i släktet Merona och familjen Oceanidae. Inga underarter finns listade i Catalogue of Life.